# Xylocopa tenkeana
Xylocopa tenkeana är en biart som beskrevs av Cockerell 1933. Xylocopa tenkeana ingår i släktet snickarbin, och familjen långtungebin. Inga underarter finns listade i Catalogue of Life.